# Karen Ankersted
Karen Ankersted, née Hansen le 18 juillet 1859 à Ishøj (Danemark) et morte le 6 novembre 1921 à Copenhague (Danemark), est une femme politique danoise. Membre du Parti populaire conservateur, elle est députée entre 1918 et 1920, faisant partie des premières femmes parlementaires de l'histoire du pays,.

## Biographie
Karen Marie Ankersted Hansen est la fille du fermier Niels Hansen (mort en 1885) et de Marie Nielsen (c. 1822-1869). Elle est élevée à Copenhague par sa mère adoptive, Hanne Kopp, une enseignante. Après avoir étudié à la Testrup Højskole (en), elle suit une formation à l'école Zahle pour devenir professeure dans l'enseignement privé et obtient son diplôme en 1881.
De 1883 à 1888, elle enseigne à l'école Borgerdyd de Christianshavn, s'investissant en parallèle au sein des institutions scolaires de la municipalité de Copenhague. Elle enseigne à l'école Gasværksvejen et à l'école Haderslevgade jusqu'en 1916, date à laquelle sa santé déclinante la contraint à quitter ses fonctions.
Bien que plutôt conservatrice dans ses opinions, Karen Ankersted soutient les droits des femmes mais sans militer. En revanche, elle joue un rôle actif au sein de l'Association des enseignants de la municipalité de Copenhague dès sa création en 1891, devenant sa présidente à deux reprises (1905-1906 et 1910-1912). Elle s'implique également au sein du Conseil des femmes (en).
Elle est membre du parti Højre, qui devient en 1915 le Parti populaire conservateur. Le 1er avril 1909, elle compte parmi les quatre premières femmes élues au conseil municipal de Frederiksberg, où elle siège jusqu'au 11 novembre 1918.
Représentant Aarhus, Karen Ankersted est élue au Folketing lors des élections législatives de 1918 ; c'est la première fois que les femmes pouvaient être candidates. Elle est l'une des quatre femmes élues, les autres — toutes candidates à Copenhague — sont Helga Larsen (sociale-démocrate), Elna Munch (sociale-libérale) et Mathilde Malling Hauschultz (conservatrice).
Elle n'est pas réélue aux élections législatives d'avril 1920. Elle rejoint toutefois à nouveau le Rigsdag en août suivant, siégeant au Landsting, l'autre chambre parlementaire. Elle meurt à Copenhague en 1921.